# Allibaudières
Allibaudières és un municipi francès situat al departament de l'Aube i a la regió del Gran Est. L'any 2007 tenia 255 habitants.

## Demografia

### Població
El 2007 la població de fet d'Allibaudières era de 255 persones. Hi havia 84 famílies de les quals 20 eren unipersonals (12 homes vivint sols i 8 dones vivint soles), 28 parelles sense fills i 36 parelles amb fills.
La població ha evolucionat segons el següent gràfic:
Habitants censats

### Habitatges
El 2007 hi havia 104 habitatges, 83 eren l'habitatge principal de la família, 1 era una segona residència i 20 estaven desocupats. 99 eren cases i 1 era un apartament. Dels 83 habitatges principals, 71 estaven ocupats pels seus propietaris, 11 estaven llogats i ocupats pels llogaters i 1 estava cedit a títol gratuït; 1 tenia dues cambres, 7 en tenien tres, 27 en tenien quatre i 48 en tenien cinc o més. 60 habitatges disposaven pel capbaix d'una plaça de pàrquing. A 31 habitatges hi havia un automòbil i a 40 n'hi havia dos o més.

### Piràmide de població
La piràmide de població per edats i sexe el 2009 era:
| Homes | Edats   | Dones |
| ----- | ------- | ----- |
| 0     | 95 o +  | 0     |
| 0     | 90 a 94 | 0     |
| 0     | 85 a 89 | 0     |
| 0     | 80 a 84 | 0     |
| 4     | 75 a 79 | 8     |
| 0     | 70 a 74 | 8     |
| 0     | 65 a 69 | 0     |
| 8     | 60 a 64 | 16    |
| 8     | 55 a 59 | 0     |
| 12    | 50 a 54 | 16    |
| 12    | 45 a 49 | 0     |
| 12    | 40 a 44 | 12    |
| 0     | 35 a 39 | 4     |
| 12    | 30 a 34 | 12    |
| 4     | 25 a 29 | 4     |
| 16    | 20 a 24 | 4     |
| 16    | 15 a 19 | 20    |
| 12    | 10 a 14 | 8     |
| 16    | 5 a 9   | 12    |
| 16    | 0 a 4   | 4     |

## Economia
El 2007 la població en edat de treballar era de 164 persones, 106 eren actives i 58 eren inactives. De les 106 persones actives 86 estaven ocupades (52 homes i 34 dones) i 20 estaven aturades (12 homes i 8 dones). De les 58 persones inactives 19 estaven jubilades, 12 estaven estudiant i 27 estaven classificades com a «altres inactius».

### Ingressos
El 2009 a Allibaudières hi havia 80 unitats fiscals que integraven 232 persones, la mediana anual d'ingressos fiscals per persona era de 15.534 €.

### Activitats econòmiques
Dels 12 establiments que hi havia el 2007, 7 eren d'empreses extractives, 1 d'una empresa de comerç i reparació d'automòbils, 1 d'una empresa de transport, 1 d'una empresa immobiliària i 2 d'empreses classificades com a «altres activitats de serveis».
L'any 2000 a Allibaudières hi havia 13 explotacions agrícoles.

## Equipaments sanitaris i escolars
El 2009 hi havia una escola maternal integrada dins d'un grup escolar amb les comunes properes formant una escola dispersa.

## Poblacions més properes
El següent diagrama mostra les poblacions més properes.